# Тирлич міхурчастий
Тирлич міхурчастий (Gentiana utriculosa) — вид квіткових рослин родини тирличевих (Gentianaceae).

## Біоморфологічна характеристика
Це однорічна рослина 5–30 см заввишки, гола, з тонким корінням. Стебла прямовисні, кутасті, прості чи гіллясті, рідко облистнені. Листки в розетці біля основи, довжиною ≈ 1 см, яйцюваті, верхні дрібніші, яйцювато-довгасті. Квітки поодинокі, пазушні та кінцеві. Чашечка велика. Віночок темно-синій, зовні часто зеленуватий, з трубкою 1.5–2.5 см завдовжки і 5 розпростертими, до 11 мм завдовжки, ланцетними частками, між якими 2-роздільний зубець. Коробочка сидяча. Насіння переважно еліпсоїдне, 0.7–0.8 × 0.3–0.4 мм, поверхня гладка, блискуча, від коричневої до чорнувато-коричневої. 2n=22.

## Поширення
Албанія, Австрія, Болгарія, Франція, Німеччина, Італія, Румунія, Швейцарія, Україна, Хорватія, Сербія, Словенія.
Населяє трав'янисті місцевості та освітлені сонцем вапнякові схили в гірській зоні.
В Україні вид відомий за 2 популяціями: окол. с. Сарата (урочище «Жупани») і Селятин Путильського р-ну Чернівецької обл. У ЧКУ має статус «зникаючий».